# Gävle symfoniorkester

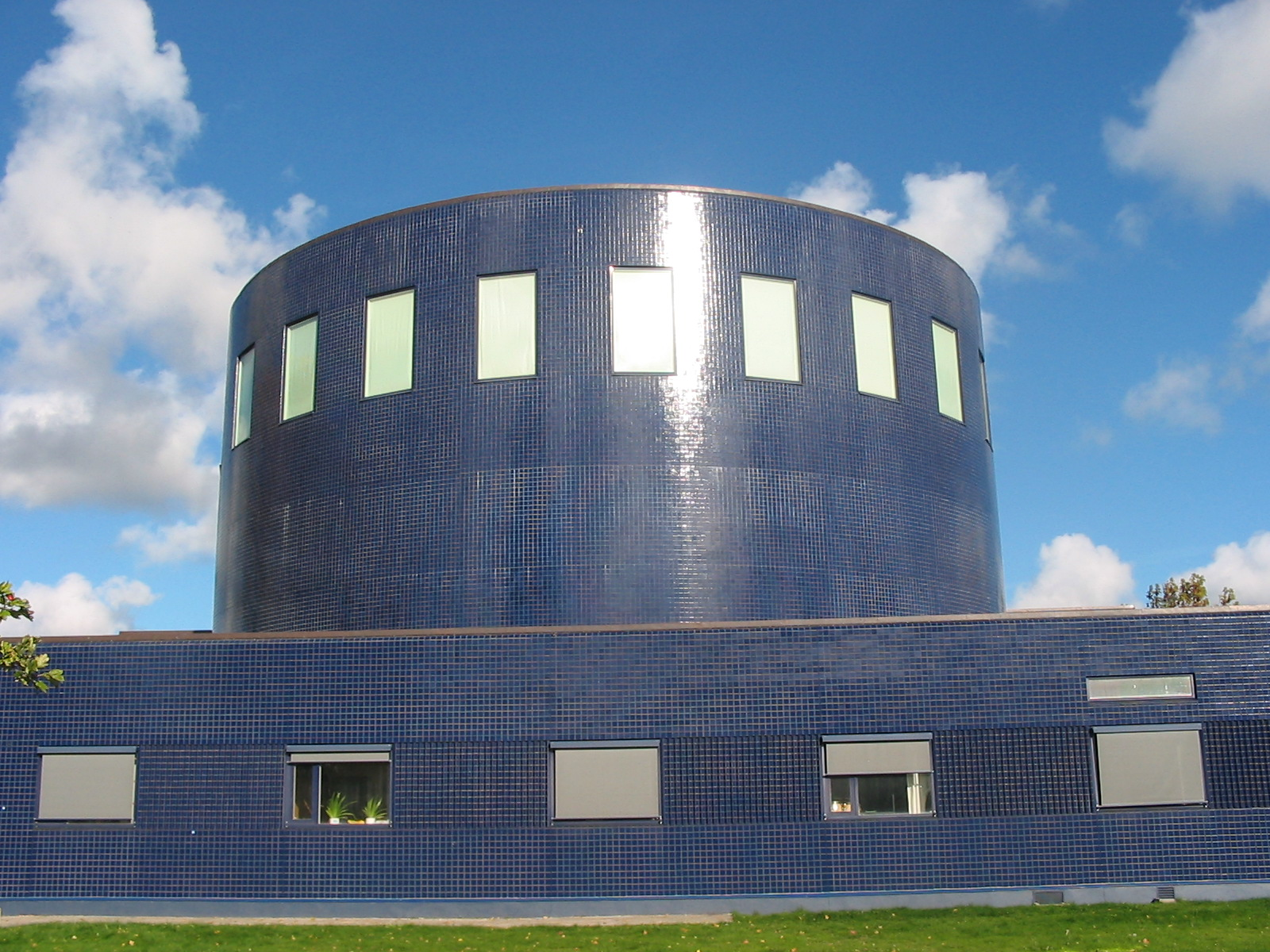
Konserthus

Het Gävle symfoniorkester (Symfonieorkest van Gävle) is een Zweeds symfonieorkest.
Het orkest werd opgericht in 1912, maar had tot 1998 geen vaste concertzaal in de regio rondom Gävle. Het gaf concerten in het plaatselijk theater of kerk. Het kreeg  pas in 1998 een eigen concertzaal : Gävle Konserthus. Het orkest is lang niet zo bekend als de grote drie van Zweden Göteborg Symfonie Orkest, Koninklijk Filharmonisch Orkest van Stockholm en het Malmö Symfoniorkester. Het maakt het orkest geschikt voor het opnemen en uitvoeren van repertoire van vergeten Zweedse componisten, dan wel vergeten werken van bekende componisten.  
Sinds 1981 is er ook een koor aan het orkest verbonden: Gävle Symfonikör
Onder de chef-dirigenten bevinden zich een drietal min of meer bekende: Westerberg, Nilson en Sakari:
- Ruben Liljefors 1912-31
- Ludvig  Mowinckel 1931-34
- Sten Frykberg 1934-39
- Sixten Eckerberg 1936
- Eric Bengtson] 1939-48
- Stig Westerberg 1949-53
- Siegfried Naumann 1953-54
- Gunnar Staern 1954-63
- Carl Rune Larsson 1963-67
- Rainer Miedel 1968-75
- Geen chef 1975-81)
- Göran W Nilson 1981-84
- Doron Salomon 1984-90
- Hannu Koivula 1991-96
- Carlos Spierer 1997-2000
- Petri Sakari 2000-2006
- Robin Ticciati 2006-2009